# کاستلنوآوو بورمیدا
کاستلنوآوو بورمیدا (به ایتالیایی: Castelnuovo Bormida) یکی از شهرستانهای استان آلساندریا در منطقه ایتالیایی پیدمونت می‌باشد که در ۸۰ کیلومتری جنوب شرقی تورین و ۲۰ کیلومتری جنوب آلساندریا واقع شده است.
کاستلنوآوو بورمیدا با این مناطق شهری مرز مشترک دارد: کاسینی، ریوالتا بورمیدا و سزادیو

## شهرهای دوقلو
کاستلنوآوو بورمیدا با شهر ونشات در لهستان شهرهای دوقلو هستند.